# 劳鲁米莱
劳鲁米莱是巴西圣卡塔琳娜州的一个市镇。总面积271平方公里，总人口13700人，人口密度50.6人/平方公里。